# Sofortmeldung (Sozialversicherungsrecht)
Eine Pflicht zur Abgabe der Sofortmeldung im deutschen Sozialversicherungsrecht ist für bestimmte Wirtschaftsbereiche zur Verbesserung der Bekämpfung der Schwarzarbeit und illegalen Beschäftigung zum 1. Januar 2009 eingeführt worden.

## Allgemeines
Eine Pflicht zur Abgabe einer Sofortmeldung besteht für Arbeitgeber, die bestimmten Wirtschaftsbereichen zuzuordnen sind. In diesen Bereichen sind für alle Arbeitnehmer Sofortmeldungen zu erstatten.
Die Sofortmeldung ersetzt nicht die Meldepflicht nach § 28a Absatz 1 SGB IV (Meldegrund 10).

### Wirtschaftsbereiche
Nach § 28a Absatz 4 SGB IV sind die Wirtschaftsbereiche, in denen eine Sofortmeldung abzugeben ist:
- Baugewerbe
- Gaststätten- und Beherbergungsgewerbe
- Personenbeförderungsgewerbe
- Speditions-, Transport- und damit verbundenen Logistikgewerbe
- Schaustellergewerbe
- Unternehmen der Forstwirtschaft
- Gebäudereinigungsgewerbe
- Unternehmen, die sich am Auf- und Abbau von Messen und Ausstellungen beteiligen
- Fleischwirtschaft
- Prostitutionsgewerbe
- Wach- und Sicherheitsgewerbe

Erläuterungen zu den einzelnen Wirtschaftsbereichen sind über die Website der Deutschen Rentenversicherung Bund einsehbar.

### Abgabe der Meldung
Die Sofortmeldung kann wie üblich über ein Entgeltabrechnungsprogramm abgegeben werden. Bis zur Einstellung des Services „sv.net“ zum 29. Februar 2024 bestand die Möglichkeit eine Meldung über dieses Programm abzugeben. Dieser Service wurde zum 1. März 2024 durch das „SV-Meldeportal“ ersetzt.
Eine Abgabe der Sofortmeldung durch eine schriftliche Anzeige per Brief, Telefax oder E-Mail ist nicht zulässig.
Der Meldegrund ist „20“.

### Frist zur Meldung
Die Sofortmeldung ist spätestens bei Beschäftigungsaufnahme von dem Arbeitgeber zu erstatten.
Findet tatsächlich doch keine Beschäftigung statt, ist die Sofortmeldung wieder zu stornieren.

### Angaben des Beschäftigten
Die Sofortmeldung muss folgende Angaben des Arbeitnehmers enthalten:
- Vor- und Familiennamen
- Versicherungsnummer
- Betriebsnummer des Arbeitgebers
- Tag der Beschäftigungsaufnahme

Ist die Versicherungsnummer nicht bekannt, so sind stattdessen Geburtstag und -ort sowie Anschrift des Beschäftigten anzugeben.

## Rechtsgrundlage
Die Pflicht zur Abgabe einer Sofortmeldung ist in § 28a Absatz 4 SGB IV in Verbindung mit § 7 DEÜV geregelt.

## Ordnungswidrigkeit
Ein Verstoß gegen die Sofortmeldepflicht wird nach § 111 Absatz 1 Nr. 2 SGB IV geahndet. Es ist sowohl vorsätzliches als auch leichtfertiges Vergehen vorwerfbar. Die Leichtfertigkeit ist eine Steigerung der Fahrlässigkeit.
Die Bußgeldhöhe kann bis zu 25.000 Euro betragen (§ 111 Absatz 4 SGB IV).